# Коленбрандер, Тео
Теодор Христиан Адриан (Тео) Коленбрандер (нидерл. Theodoor Colenbrander; 31 октября 1841, Дусбург — 28 мая 1930, Лааг-Кеппель) — голландский архитектор, керамист и дизайнер первый голландский промышленный дизайнер.

## Биография
Коленбрандер родился в Дусбурге, где его отец был одним из известных деятелей, который работал комиссаром, страховым агентом, земельным агентом и директором завода по производству картофельной муки. Помимо обычной школы, Тео получил дополнительное образование у местного городского архитектора. В конце 1850-х годов он начал работать у архитектора Л. Х. Эберсона (1822—1889) в Арнеме, который позже стал главным архитектором короля Виллема III. Он участвовал в нескольких архитектурных конкурсах и получил несколько почётных рекомендаций. В 1867 году он переехал в Париж, где участвовал в строительстве голландского павильона для Всемирной выставки в Париже 1867 года.
Вернувшись в Нидерланды, он поселился в Гааге. С 1884 по 1888 год он был дизайнером и художественным руководителем мемориальной фабрики Plateelbakkerij Rozenburg в Гааге. Муниципальный музей Гааги заявил что «керамика Розенбурга внесла особенно важный вклад в развитие голландской декоративной глиняной посуды. В первую очередь это произошло благодаря Коленбрандеру, который спроектировал совершенно новую инновационную серию в период с 1885 по 1889 годы. Его проекты отличались отчётливо неправильными формами и причудливыми декоративными мотивами, обычно абстрагированными от природы и выполненными в экспрессионистской палитре»
В качестве дизайнера он впоследствии работал в Девентере, Амерсфорте, Гааге в 1912-13 годах, в Остербеке (Ренкум), а с 1920-х гг. в Арнеме. С 1921 по 1924 год он разрабатывал работы для Plateelbakkerij Ram.

## Галерея

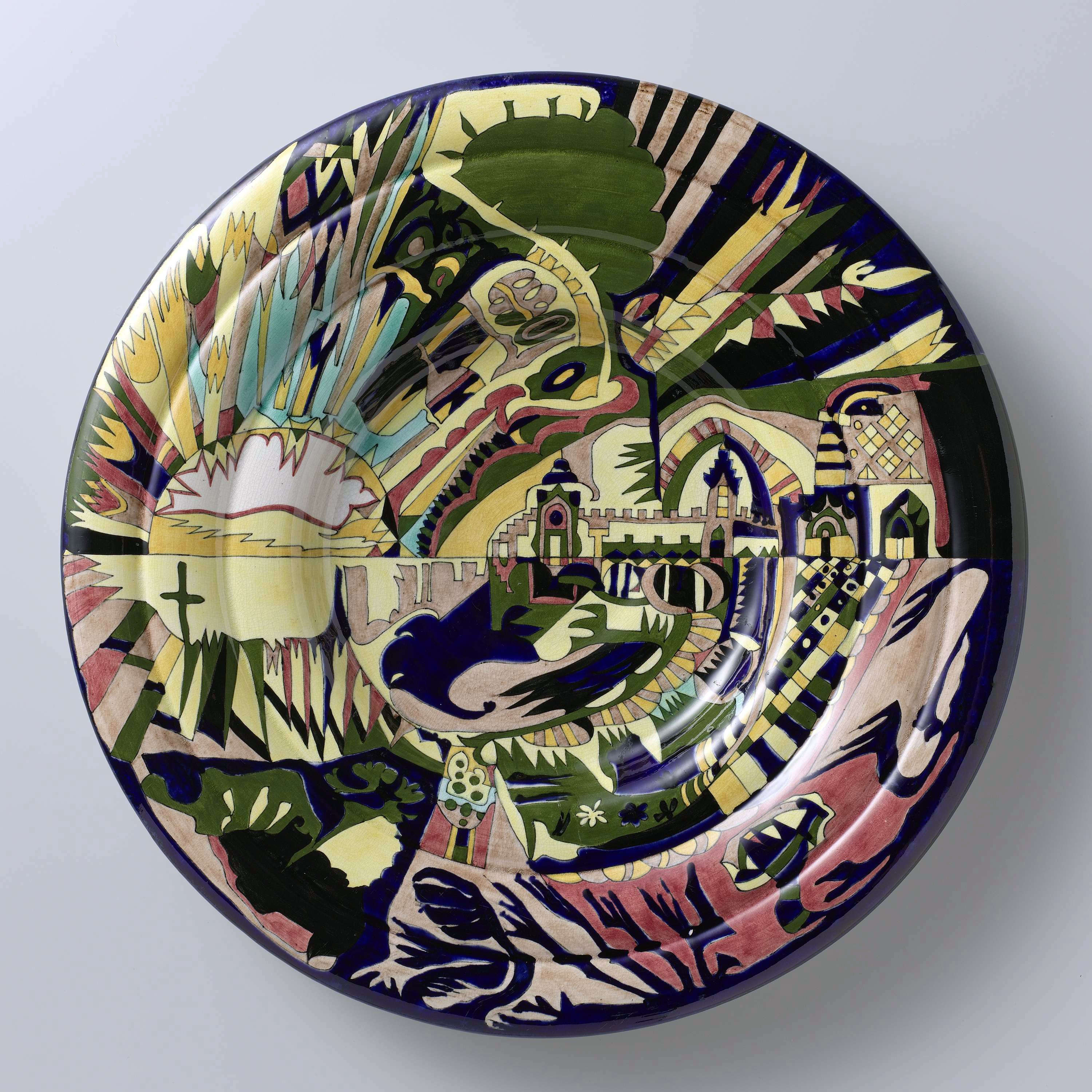
Мемориальная доска Константинополь, 1886 г.
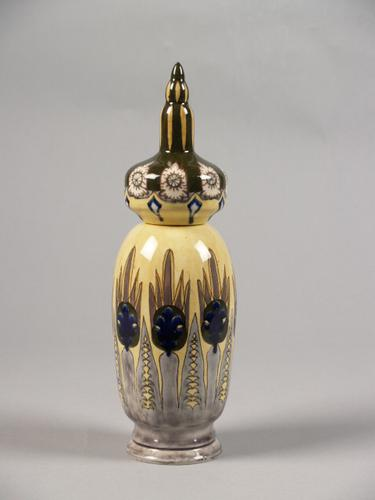
Ваза с крышкой с абстрактным цветочным декором, 1888–89.
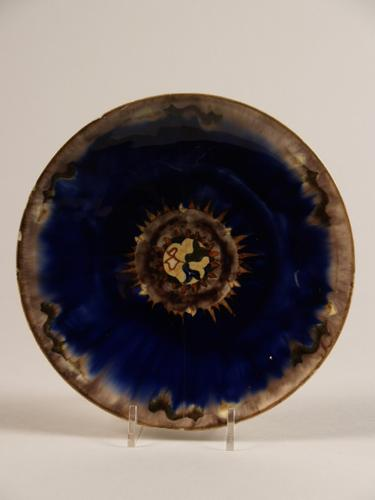
Тарелка с абстрактным декором, 1889 г.
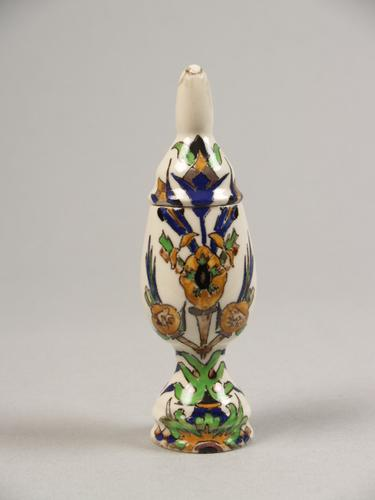
Горшок с крышкой с абстрактным цветочным декором, 1890 г.
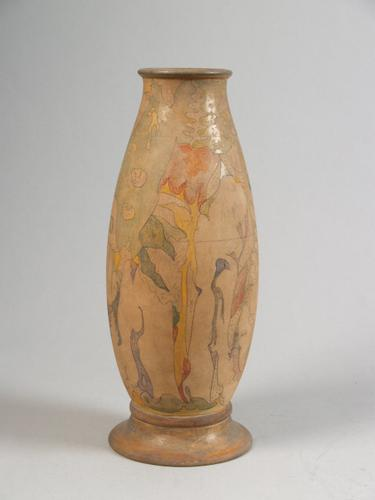
Модель вазы №3 с абстрактным декором, 1921 г.
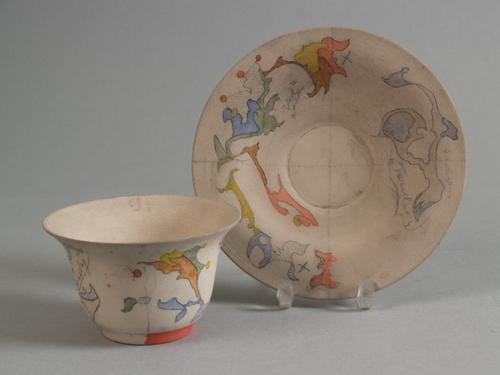
Чашка с блюдцем с абстрактным декором, 1921–24.
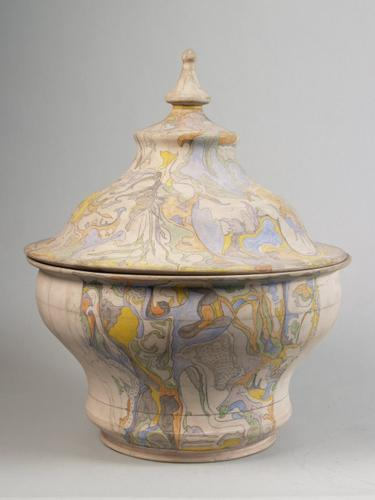
Горшок с крышкой модель № 49 с абстрактным цветочным декором, 1924 г.